# Yacht Club Costa Smeralda
Lo Yacht Club Costa Smeralda è una associazione sportiva senza fini di lucro, con sede a Porto Cervo, in Sardegna.

## Storia
Lo yacht club venne fondato il 12 maggio 1967 dall' Imām ismailita Karim Aga Khan IV e da Andrè Ardoin, Giuseppe Kerry Mentasti e Luigi Vietti.
Attuale Presidente è Karim Aga Khan IV.
La sede del Club è in via della Marina a Porto Cervo.
Il guidone del Club venne adottato nel 1975. Si tratta di una losanga rossa con i lati concavi, bordo bianco e fondo azzurro.
Lo Yacht Club Costa Smeralda è legato allo Yacht Club de Monaco e al New York Yacht Club attraverso accordi di piena reciprocità.

## Eventi sportivi
Lo Yacht Club Costa Smeralda ha organizzato diversi eventi e regate a livello internazionale.

### America's Cup
Il Club gareggiò per la America's Cup nel 1983 con Azzurra a Newport, Rhode Island.
Il team Azzurra raggiunse le semifinali della Louis Vuitton Cup, classificandosi terzo. Una nuova Azzurra fu poi presentata alla sfida per la America's Cup nel 1987, e fu scelta dal Royal Perth Yacht Club come Challenger of Record.

### Il record di velocità nell'attraversata dell'Atlantico
Nel 1992 il Destriero, con il guidone dello Yacht Club Costa Smeralda, ha battuto il record di velocità media attraversando senza rifornimento l'Oceano Atlantico, da New York all'Inghilterra, in 58 ore, 34 minuti e 50 secondi, alla velocità media di 53,09 nodi.